# Paphiopedilum argus
Paphiopedilum argus là một loài lan đặc hữu của đảo Luzon, Philippines.

## Hình ảnh

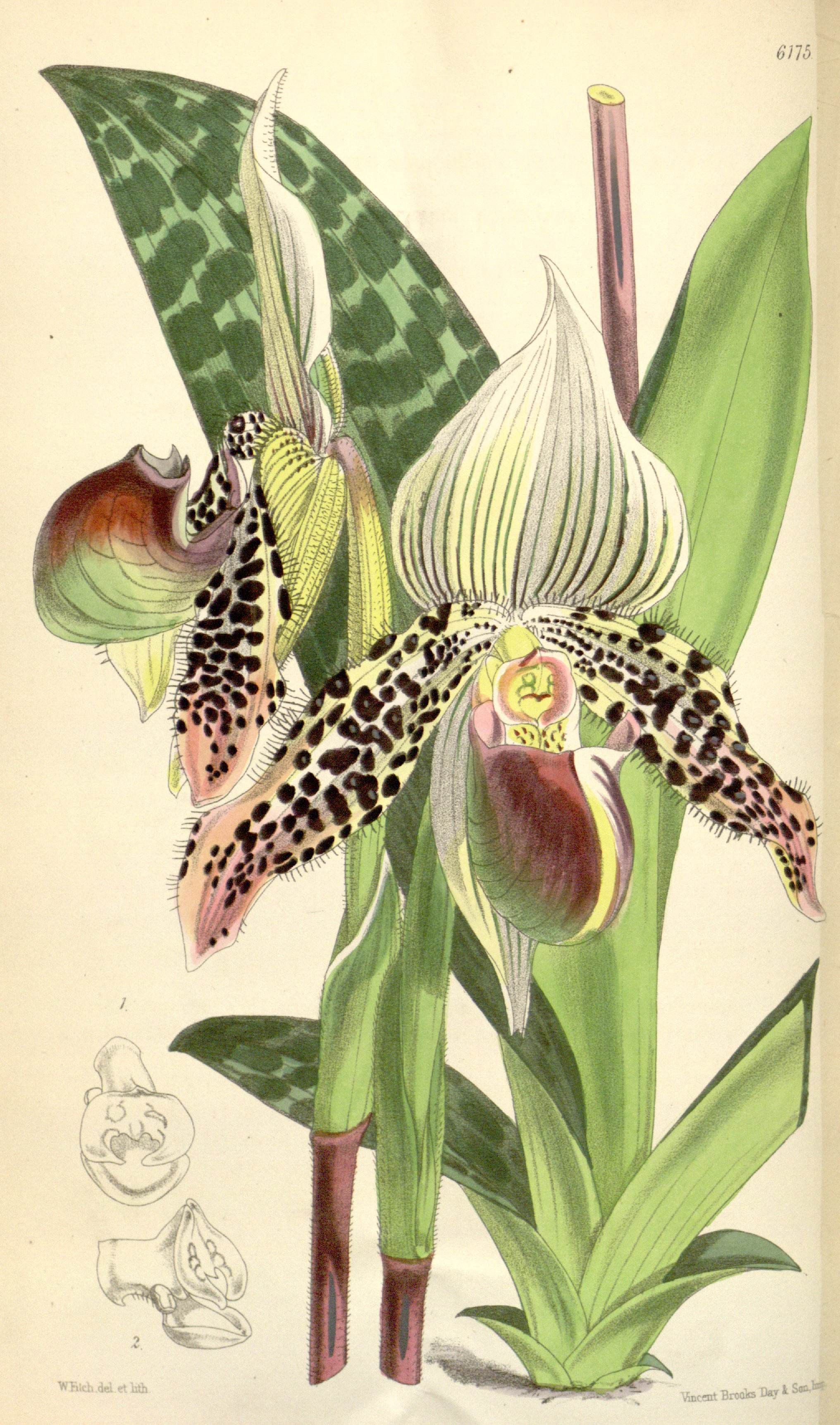
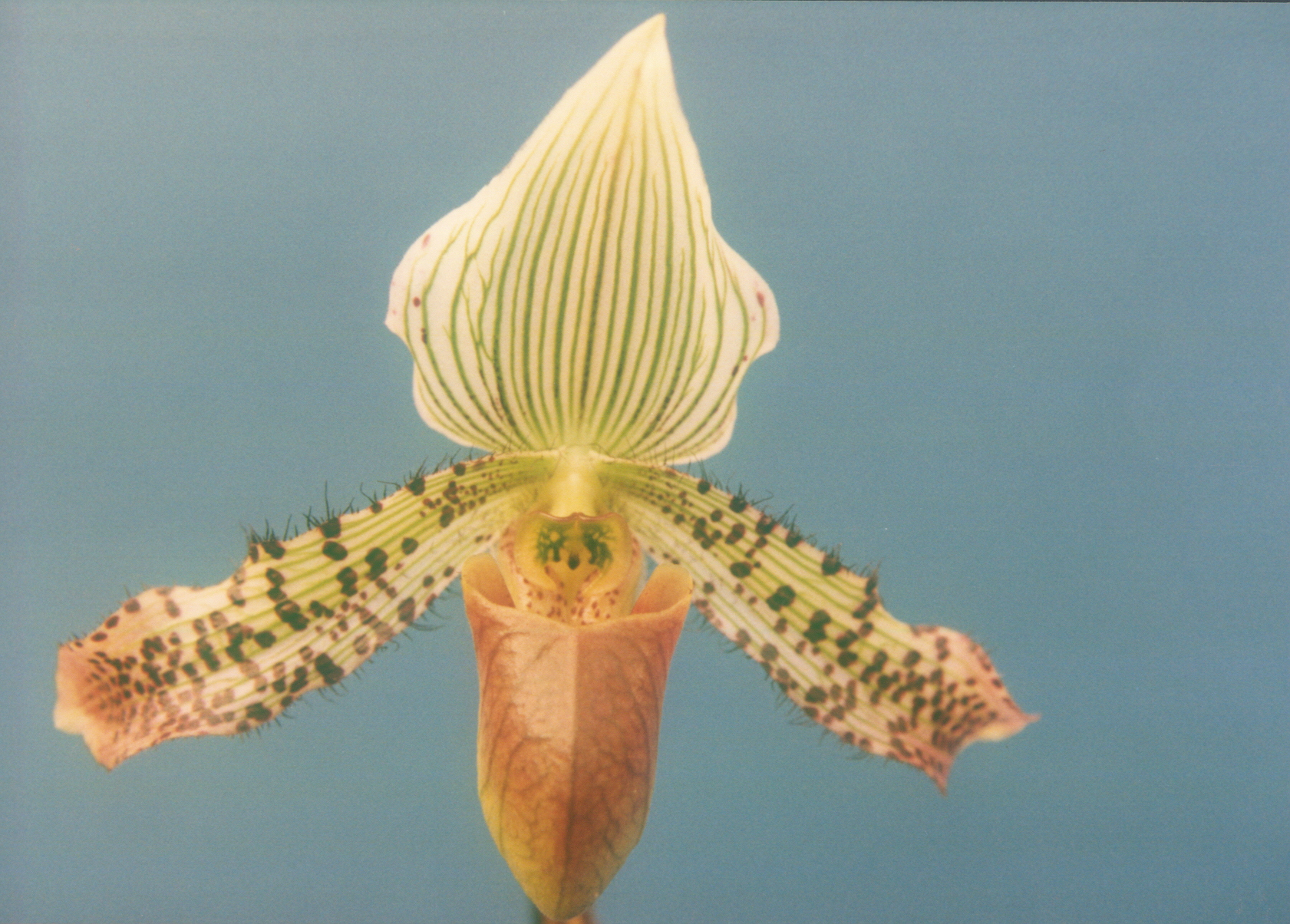
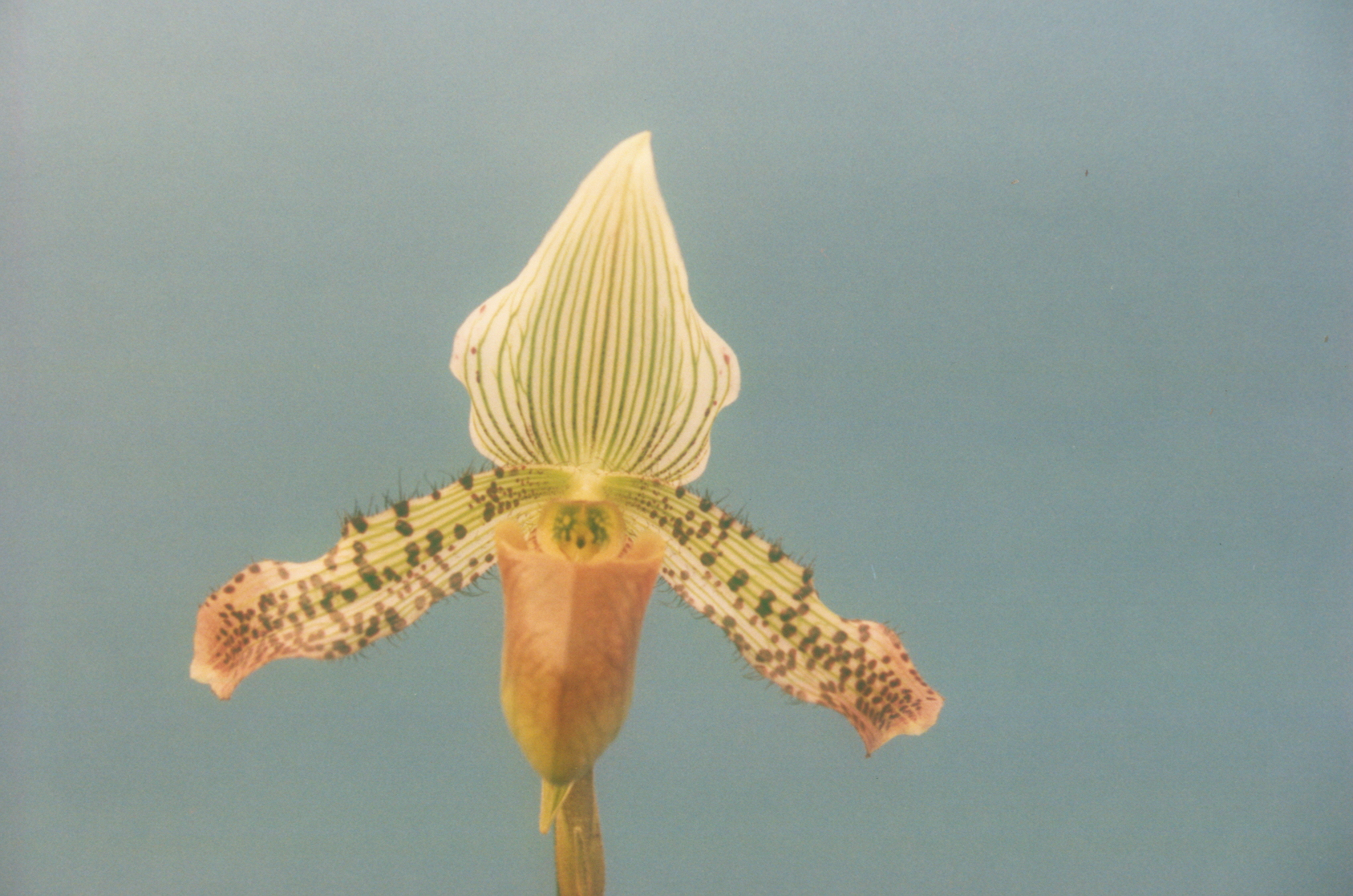